# 4447 Kirov
För andra betydelser, se Kirov.
4447 Kirov eller 1985 VE1 är en asteroid i huvudbältet som upptäcktes den 7 november 1985 av den amerikanske astronomen Edward L.G. Bowell vid Anderson Mesa Station. Den är uppkallad efter Kirovteatern.
Den tillhör asteroidgruppen Koronis.